# 金子七郎兵衛
金子 七郎兵衛 保憲（かねこ しちろうべえ やすのり、安永7年（1778年） - 弘化3年5月1日（1846年5月25日）は、岩手県日詰郡山美濃屋（後の幾久屋）の4代目、盛岡藩勘定奉行。

## 経歴
郡山美濃屋初代・金子七郎兵衛は、美濃屋を開基した金子宗三郎（法名浄閑）の6男として京都で生まれ、南部へ移り、日詰に美濃屋郡山店を開業した。
郡山美濃屋は4代目金子七郎兵衛保憲の代になり繁栄するが、それは文政8年（1825年）、盛岡藩１２代藩主南部利済（としただ）との関係が大きい。利済の父利謹は藩主の座につくべき人であったが、ある事情から廃嫡され、子の利済も盛岡願教寺に預けられて、少年時代は不遇のうちに過ごした。これを気の毒に思った保憲はひそかに庇護してきたが、その利済が後に藩主に迎えられることになった。利済の保憲に対する信任は格別なものがあり、日詰代官所の役人に登用されたのを初めとし、天保14年（1843年）に勘定奉行元締役（300石）という行財政の最高の役に抜擢されるに至る。商業の面でも大活躍をとげ、呉服・食料品・雑貨等の販売、鉱山経営や植林事業にも携わった。また、1万両を拠出して北上川に橋（承慶橋）の架橋（弘化3年（1846年）竣工）に尽力した。橋は洪水に流されて8年間と短命（嘉永7年（1854年）秋廃止）であったが、川面に顔を見せる橋脚の岩（承慶橋中島遺跡）は紫波の商人の心意気を今に伝えている。
美濃屋は、嘉永2年（1849年）、14代藩主南部利剛が美濃守に任官したため、屋号を幾久屋に改めた。資産は田畑が31ヶ村にわたり、計784石余（約78町歩）、家屋敷が日詰に37軒、総計72軒、屋敷のみ持地が30ケ所、数百町歩の植林地があった。6代七郎兵衛幸隆は、新渡戸伝（新渡戸稲造の祖父）の三本木原（三本木原台地）（青森県十和田市を中心とした台地）の開拓に協力し、数万両を出費し支援した。また、7代七郎兵衛遠長のとき、明治9年（1876年）と明治14年（1881年）に明治天皇東北巡幸の御昼食行在所となり、昭和4年（1929年）敷地は公園（日詰ふれあい広場）として日詰町に寄贈された。南部有数の豪商であった。
4代目金子七郎兵衛の次男、善七の次女キンが花巻の宮沢喜助に嫁ぐ。キンは長男宮沢政次郎の母であり、宮沢賢治の祖母にあたる。
先祖は美濃の刀工、関の孫六（孫六兼元）（初代孫六）（2代兼元）（最上大業物）。2代孫六（3代兼元）（大業物・古今鍛冶備考）。3代孫六（4代兼元）三郎左衛門兼辰（かねとき）（大業物・古今鍛冶備考）は、赤坂から関へ移り、上有知（現・美濃市）でも鍛刀した。常楽開基徳雲和尚行業記（関市史Ｐ．５６７）は、兼信（志津三郎兼氏の子・孫：刀工大鑑Ｐ．１１２）ー兼在（室屋派祖）－辰重ー兼辰とする。又、金子氏嫡系図式（関市史Ｐ．２９０）は、兼辰は２代孫六へ養子とする。又、日本刀辞典（Ｐ．１５７）は、初代孫六の父は兼並、従って祖は兼俊とする。又、美濃刀大鑑（Ｐ．４３）は、志津三郎兼氏と兼俊は、兄弟とする。菩提寺：関市・梅竜寺・孫六墓所。4代孫六（5代兼元）宗兵衛兼辰（良業物・古今鍛冶備考）。5代孫六（彦左衛門）（商人）の3男で京都で商人となった宗三郎（法名浄閑）の6男が初代・金子七郎兵衛である。
金子宗三郎（法名浄閑）は、京都店を本店とし、江戸店、日詰郡山店、八戸店等を支店とする美濃屋を創業した。また、関市・常楽寺を開創した兄・八郎兵衛・徳雲浄祥へ寄進した三尊仏のうち、本尊の木造釈迦如来坐像は岐阜県重要文化財に、脇侍の木造菩薩坐像2躯は、国の重要文化財（2010年6月29日指定）に指定されている。なお、以上の仏像は、常楽寺から同じ関市の臨川寺に所蔵先が変更し、岐阜県博物館に寄託されている。また、関の梅竜寺に父母の菩提として、元禄10年（1697年）、大般若経600巻を寄進している。享保4年（1719年）3月21日没。菩提寺は京都・妙心寺春浦院。
4代七郎兵衛は、弘化3年（1846年）5月1日、69歳（誕生年は没年齢からの逆算）で没し、岩手県日詰町（現・紫波町）来迎寺に葬られた。隠居名・尚慶。

### 書籍
- 金子隆一「マルイチ幾久屋物語」『機関紙 郷土をさぐる』菅野稔 (上富良野町郷土をさぐる会) 編集・発行、第20号、2003年、10頁。
- 関登久也『賢治随聞』角川選書、1970年。
- 堀尾青史（編）『宮沢賢治年譜』筑摩書房、1991年。
- 岩手県紫波町史、第1巻、１９７２年。
- 関市史。「常楽開基徳雲和尚行業記」、１９９９年。
- 『美濃刀大鑑』得能一男。「金子氏嫡系図式（孫六系図）」、１９７５年。
- 「日本刀辞典」得能一男、工芸出版、１９８７。
- 「刀工大鑑」決定版、徳能一男、工芸出版、２００４。
- 「幾久屋 金子のこと」木村完三、1983年
- 「関の孫六（孫六兼元）の系譜他」改訂第３版、金子征史、2017年。
- 岐阜新聞「今を築いた中濃の人びと」、2010年３月２６日、2011年１月２８日。

### 碑文
- 金子家累栄之碑 金子家累葉碑陰記（岩手県紫波町来迎寺）

## ウェブサイト
- 川を知る会編『記念誌 郡山河岸と小繰舟』六、商人船 日本財団図書館後援、2005年